# Едуард Хийт
Едуард Ричард Джордж Хийт (на английски: Edward Richard George Heath) е британски политик, лидер на Консервативната партия от 28 юли 1965 до 11 февруари 1975 и министър-председател от 19 юни 1970 до 4 март 1974. По-важни събития от управлението му са изострянето на конфликта в Северна Ирландия и включването на Великобритания в Европейската общност.